# Dascălu
Dascălu – wieś w Rumunii, w okręgu Ilfov, w gminie Dascălu. W 2011 roku liczyła 2359 mieszkańców.